# Прибутковий будинок Септера
Прибутковий будинок Септера — будівля на вулиці Бульварно-Кудрявській, 19, одна з найяскравіших робіт стилю модерн у Києві. Пам'ятка архітектури місцевого значення (охоронний № 211).

## Історія
Ділянка, на якій стоїть будинок, належала попаді Єкатерині Флоринській, тут стояв двоповерховий кам'яно-дерев'яний будинок. У 1899 році цю ділянку придбав Август Септер, київський купець 2-ї гільдії з міста Ревеля (нині — Таллінн), власник булочної біля Сінного базару, на розі вулиці Рейтарської, та кондитерської.
Будинок № 19 зведений як прибутковий у 1909—1910 роках. Автором проєкту був київський архітектор Мартин Клуг, даний будинок — один із найкращих зразків його доробку.
До 1970-х років у будинку розташовувався популярний магазин «Кулінарія».

## Опис
Будинок цегляний, 4-поверховий, стоїть на червоній лінії забудови. Займає наріжне місце на площі перед ринком, оскільки сусідній будинок був розібраний. Планування типове для київської забудови кінця XIX — початку XX століття: будинок у плані Т-подібний, односекційний, із двома квартирами на поверсі та сходовою кліткою із світловим ліхтарем у центрі, як наслідок — традиційний за композиційною схемою симетричний одноосьовий головний фасад, який, втім, яскраво декорований у стилі раннього модерну. Центральну вісь фасаду підкреслює ризаліт із великими віконними прорізами, фланкований лопатками на консолях у вигляді тригліфів. У верхній частині лопаток — сині майолікові вставки. Вікна в ризаліті над другому поверсі — широкі тристулкові, у вигляді квадратів із заокругленими верхніми кутами, прикрашені прямокутними сандриками, на третьому—четвертому поверхах — вузькі, одностулкові, потрійні, на третьому поверсі мають лучкове завершення із відповідним сандриком, на четвертому декоровані зверху ліпними вставками із зображенням квітів чортополоху. «Родзинкою» чолового фасаду є стильний лучковий аттик із великим п'ятидільним арковим вікном і винесена за лінію стін покрівля, яку підтримують елегантні фігурні консолі у вигляді квіткових букетів. Цікаво, що у первісному проєкті будинку в ризаліті також був центральний еркер на рівні другого—третього поверхів, проте Мартин Клуг у процесі будівництва від нього відмовився, перенісши акцент на вінцевий аттик та деталі декору.
Головний вхід у вигляді аркового порталу розміщений на центральній осі будинку, проїзд на внутрішнє подвір'я — праворуч. Перший поверх пристосований під торговельні приміщення, для яких прорізані великі вітрини у вигляді трапецій. Обабіч центрального ризаліту, формуючи додаткові підосі, розташовані балкони, які на другому і четвертому поверхах огороджені ажурними металевими решітками із геометричним орнаментом, на третьому поверсі мають масивні цегляні балюстради на розвинутих кронштейнах. Вікна обабіч центральної осі здебільшого прямокутні, розділені широкими ліпними фризовими смугами, що членують фасад по вертикалі. У смугах на рівні другого поверху використовується класичний для стилю модерн мотив хвилі, що набігає, на рівні третього — орнамент у вигляді квіток соняшника.
Сходова клітка розташована у центральній частині будинку, освітлена світловим ліхтарем, сходи тримаршові, гранітні. В інтер'єрі будинку елементи первісного оформлення збереглися переважно у вестибюлі (підлога, вимощена двобарвними метласькими плитками, ліпні тяги на стелі та широкий фриз із рослинним орнаментом) та на сходовій клітці (металева балюстрада сходів та засклення світлового ліхтаря із геометричним рисунком).
У подвір'ї будинку стоїть житловий флігель (№ 19-б) — типове для київського будівельного буму початку XX століття рішення розміщувати особняк для проживання власника садиби на другій лінії забудови, за чільним прибутковим будинком. Первісно був одноповерховим, пізніше надбудували другий поверх. За радянських часів у флігелі на першому поверсі розташовувалися студії художників, другий поверх займали комунальні квартири. За часів незалежності будинок був на балансі ДП «Проектний інститут „Укрметротунельпроект“», тут планували відкрити музей метрополітену. У 2010-х роках у флігелі почалися ремонтні роботи, незавершені через брак коштів. Флігель має статус щойно виявленої пам'ятки архітектури та містобудування.

## Жителі
У 1911—1913 роках тут проживав економіст, статистик, академік ВУАН Воблий Костянтин Григорович.

## Галерея

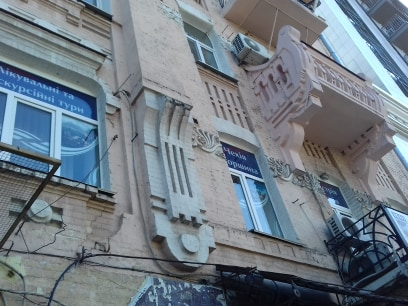
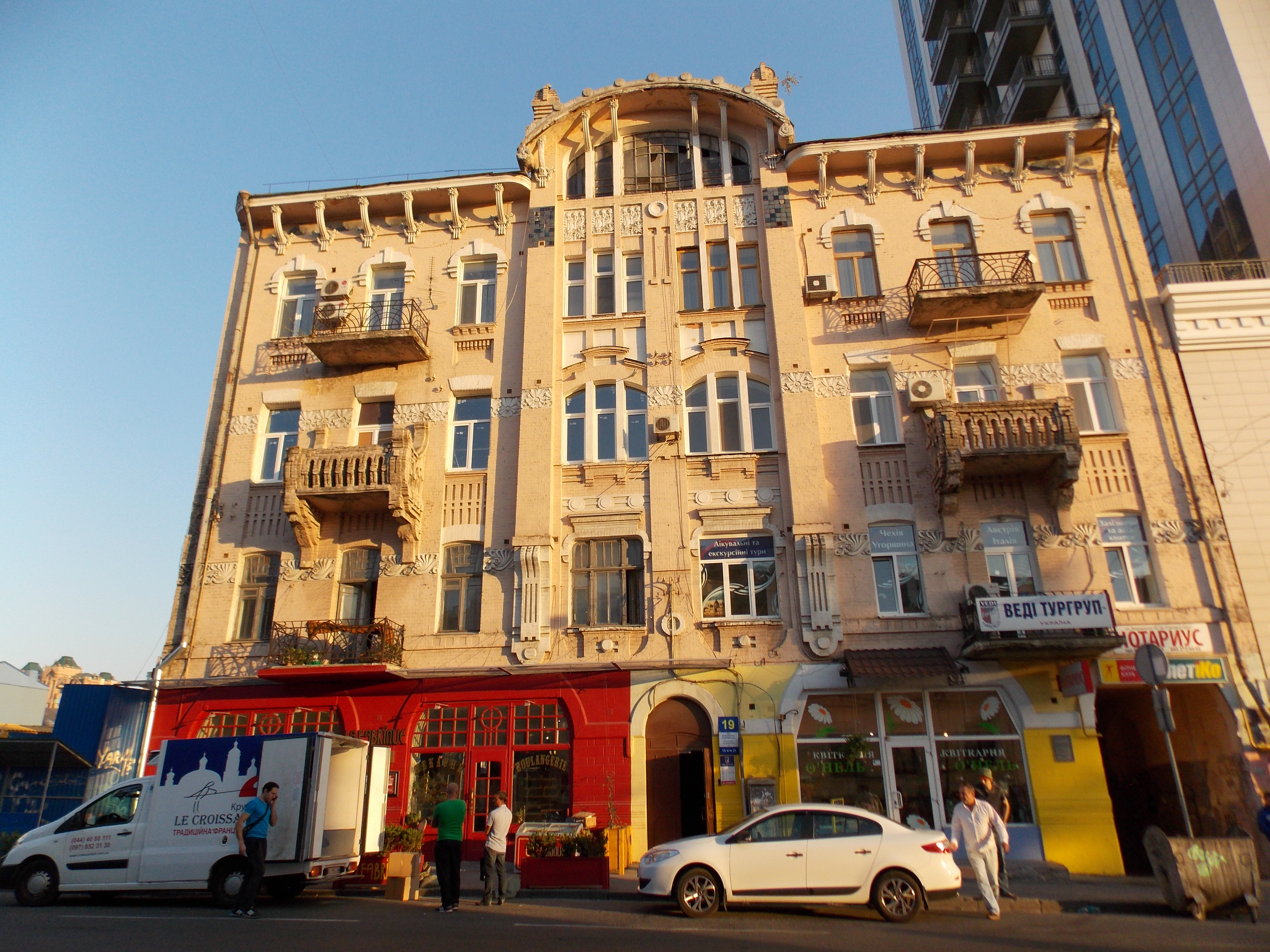
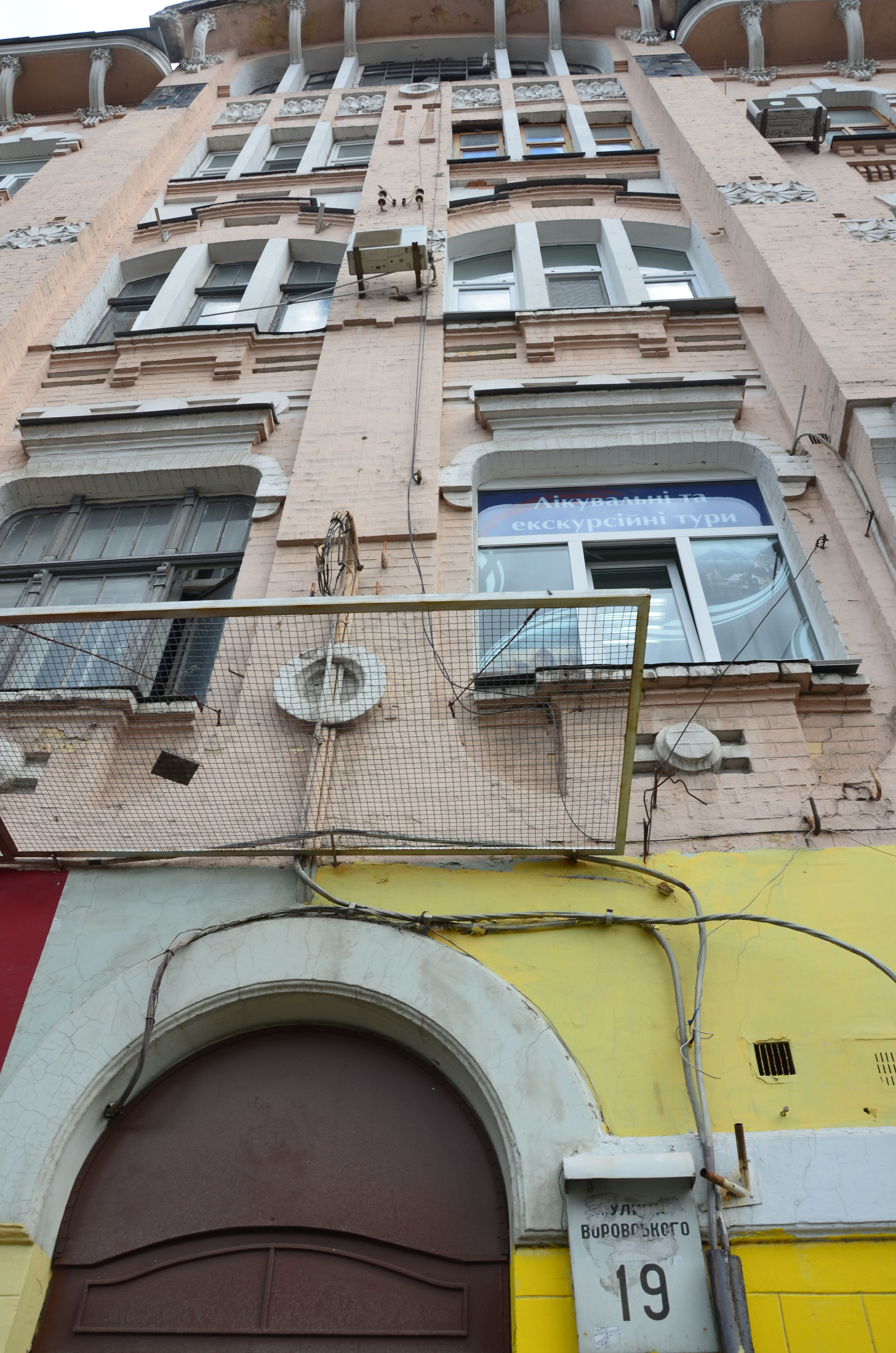
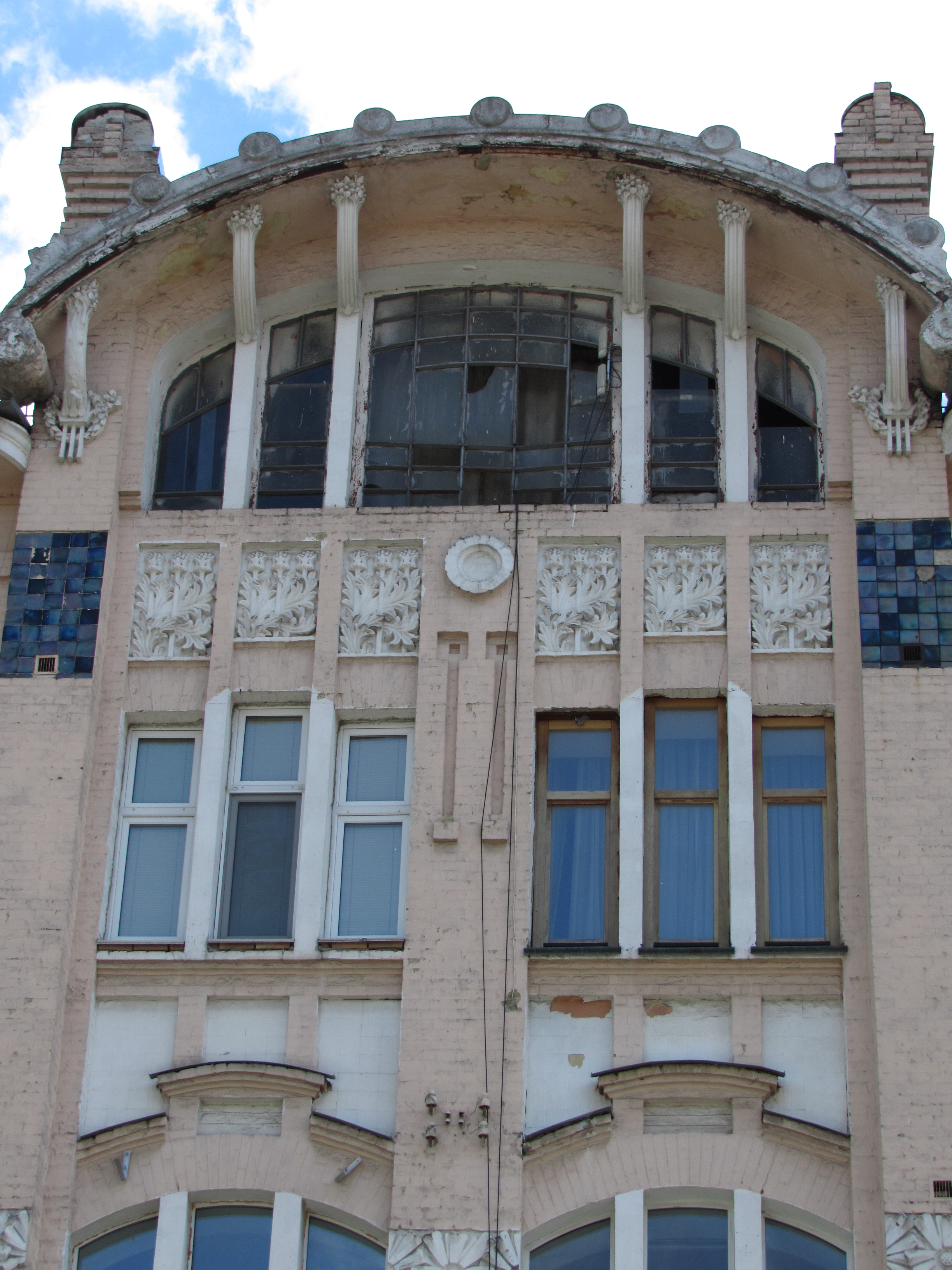
Аттик на центральній осі фасаду
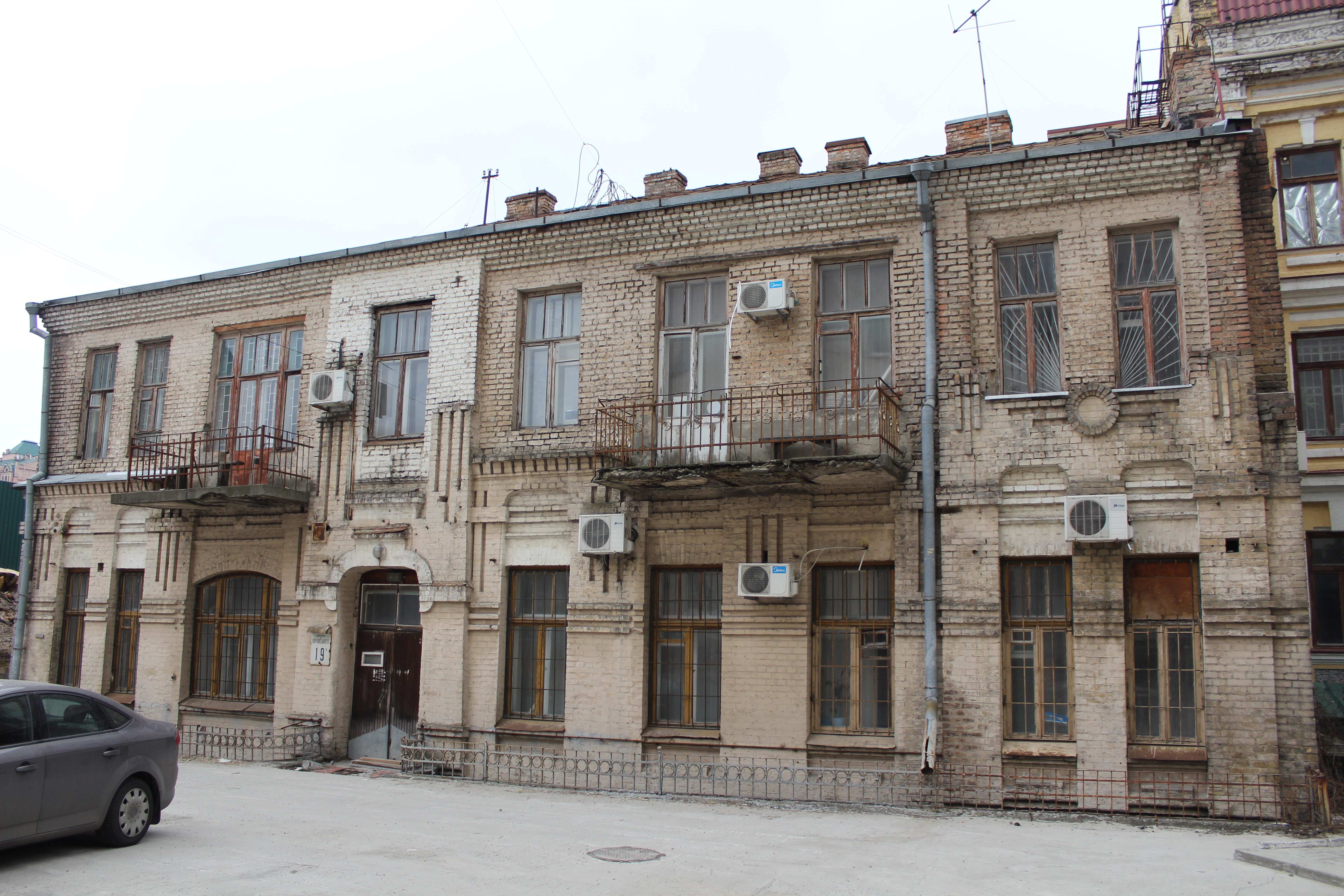
Флігель № 19-б